# Phyllonorycter yamadai
Phyllonorycter yamadai är en fjärilsart som beskrevs av Tosio Kumata 1973. Phyllonorycter yamadai ingår i släktet guldmalar, och familjen styltmalar.
Artens utbredningsområde är Nepal. Inga underarter finns listade i Catalogue of Life.